# Adolf Habermann
Adolf Habermann (* 18. Februar 1913 in Breisach; † 3. März 1999 in Konstanz) war ein deutscher Elektroingenieur. Er war von 1967 bis 1973 Direktor der Fachhochschule Konstanz, der heutigen Hochschule Konstanz Technik, Wirtschaft und Gestaltung.

## Leben
Habermann bestand an der Neuburg-Oberrealschule in Freiburg das Abitur. Im Jahr 1931 begann er ein Studium der Starkstromtechnik an der Technischen Hochschule Karlsruhe. Nach einigen Semestern in Berlin, wo er die Technische Hochschule Berlin-Charlottenburg besuchte, legte er 1936 in Karlsruhe bei Professor Richter die Diplomprüfung mit der Note sehr gut ab. Von 1936 bis 1939 arbeitete er als wissenschaftlicher Assistent in Karlsruhe und von 1939 bis 1945 war er wissenschaftlicher Mitarbeiter und Gruppenleiter am Ferdinand-Braun-Institut der DVL. Ab 1947 war er Dozent an der Staatlichen Ingenieurschule Konstanz (heute: Hochschule Konstanz Technik, Wirtschaft und Gestaltung). Im Jahr 1967 wurde Habermann in Nachfolge Werner Schloemanns Direktor der „Staatlichen Ingenieurschule Konstanz“. Seine Hauptaufgabe war die Umwandlung in die „Fachhochschule Konstanz“ zum 1. Oktober 1971 sowie die Gründung des Fachbereichs Informatik. Mit Beschluss des Großen Senates zur Umbenennung in „Hochschule Konstanz“ gab Habermann 1973 die Amtsgeschäfte an den damit ersten Rektor der Hochschule Konstanz Georg Schug ab.

## Schriften
- Wolf Paetzold, Adolf Habermann: Meß- und Regelungstechnik, Christiani Konstanz 1988 (2. verbesserte Auflage)